# ASD Santo Stefano Sport
L'ASD Santo Stefano Banca Marche (du nom du sponsor principal) est une équipe de basket-ball en fauteuil roulant italienne actuellement localisée à Potenza Picena, dans la région des Marches.
Si son palmarès national reste vierge (hormis un trophée CIP en 2006), derrière les ténors de Santa Lucia et Anmic Sassari, il est tout de même garni par trois titres européens remportés entre 1996 et 2006, et plusieurs autres podiums.
Après un dépôt de bilan, le club retrouve le plus haut niveau national en 2017 et renoue avec la COupe d'Europe en 2018, avec une finale en Euroligue 3 perdue face aux compatriotes de Santa Lucia.

## Palmarès
International
- Coupe des Clubs Champions (EuroCup 1) :
  - 2013 : 6e place[3]
  - 2025 : 1/4 de finale (4e du groupe A)
- Coupe André Vergauwen, puis Euroligue 1 depuis 2018 (EuroCup 2) :
  - 1992 :  3e place
  - 1996 :  Champion d'Europe
  - 2007 :  3e place
  - 2009 : 5e place[4]
  - 2010 : 5e place[5]
  - 2023 :  Champion d'Europe
  - 2024 : 5e place
- Coupe Willi Brinkmann, puis Euroligue 2 depuis 2018 (EuroCup 3) :
  - 2004 :  Champion d'Europe
  - 2006 :  Champion d'Europe
  - 2012 : 6e place[6]
  - 2019 : 4e place[7]
- Challenge Cup, puis Euroligue 3 depuis 2018 (EuroCup 4) :
  - 2018 :  Vice-champion d'Europe[8]

National,
- Trophée CIP : 2006

## Joueurs marquants
- Simon Brown
- Lee Manning
- Dongh Yeon Gim
- Sofyane Mehiaoui